# Jekatierina Jewsiejewa
Jekatierina Jewsiejewa (ur. 22 czerwca 1988 w Ałma-Acie) – kazachska lekkoatletka specjalizująca się w skoku wzwyż.
W 2006 roku w Makau wywalczyła srebro juniorskich mistrzostw Azji, a w Pekinie zdobyła brązowy medal mistrzostw świata juniorów – uzyskała wówczas wynik 1,84 m. Srebrna medalistka Uniwersjady (Belgrad 2009). Uczestniczka Igrzysk Olimpijskich w Pekinie w 2008 – zajęła tam 14. miejsce w eliminacjach w swojej grupie (28. w sumie) i odpadła z zawodów. Rekord życiowy: 1,98 m (22 maja 2008, Taszkent).